# Ecología organizacional
La ecología organizacional es una aproximación empírica en las ciencias sociales que es considerada como un subcampo de los estudios organizacionales. Utiliza conocimientos provenientes de la biología, la economía, y la sociología, y emplea el análisis estadístico para tratar de entender las condiciones bajo las cuales las organizaciones pueden nacer, crecer y morir.

## Niveles
La ecología de las organizaciones se divide en tres niveles, la comunidad, la población y la organización. El nivel de la comunidad es el sistema funcionalmente integrado de poblaciones que interactúan. El nivel de población es el conjunto de organizaciones dedicadas a actividades similares. El nivel de la organización se centra en las organizaciones individuales (algunas investigaciones además dividen a las organizaciones en miembros individuales y niveles de subunidades).
Lo que generalmente se conoce como ecología organizacional en la investigación es más exactamente ecología de la población, centrándose en el segundo nivel.

## Desarrollo
El investigador de la Wharton School, William Evan, calificó el nivel de población como el conjunto de organizaciones y se centró en las interrelaciones de organizaciones individuales dentro de la población ya en 1966. Sin embargo, antes de mediados de la década de 1970, la mayoría de los estudios de investigación organizativa se centraron en el cambio adaptativo en las organizaciones. El enfoque ecológico se centró en los procesos de selección ambiental que afectan a las organizaciones.
En 1976, Eric Trist definió la ecología de la población como "el estudio del campo organizativo creado por una serie de organizaciones cuyas interrelaciones componen un sistema a nivel de todo el campo". También abogó por la investigación de estudios organizacionales para enfocarse en poblaciones y organizaciones individuales como parte de sistemas abiertos en lugar de cerrados que tienen regulación tanto burocrática (interna) como ecológica (ambiente comunitario).
La primera formulación explícita de una teoría de la ecología de la población, por Michael T. Hannan y el difunto John H. Freeman en su artículo de 1977 en el American Journal of Sociology, "La ecología de la población de las organizaciones" y más tarde refinado en su libro Ecología Organizacional de 1989, examina el ambiente en el cual las organizaciones compiten y cómo ocurre un proceso similar a la selección natural. Esta teoría analiza la muerte de las organizaciones (mortalidad firme), el nacimiento de nuevas organizaciones (fundación organizacional), así como el crecimiento y el cambio organizacional.
La ecología organizacional se ha convertido a lo largo de los años en uno de los campos centrales en los estudios organizacionales, y es conocida por su carácter empírico y cuantitativo. Los estudios ecológicos suelen tener un enfoque longitudinal a gran escala (los conjuntos de datos a menudo abarcan varias décadas, a veces incluso siglos). Los libros: La demografía de las corporaciones e industrias de Glenn Carroll y Michael Hannan (2000) y Lógicas de la teoría de la organización: Audiencias, códigos y ecologías de Michael Hannan, Laszlo Polos y Glenn Carroll (2007) ofrecen la descripción más completa de la varias teorías y métodos en ecología organizacional.

## Conceptos clave
La ecología organizacional se enfoca en cómo las fuerzas sociales (comunitarias) afectan:
- tasas de creación de nuevas formas de organización
- tasas de desaparición de organizaciones y formas de organización
- las tasas de cambio en las formas de organización.[6]

### Mortalidad organizacional
La ecología organizacional se ocupa de la capacidad del entorno para apoyar a las organizaciones y la tasa de crecimiento y declive de las organizaciones en el entorno. Cada una de estas fuerzas es parte de lo que se llama Mortalidad Organizacional.

### Inercia y cambio
Este factor sostiene que las organizaciones que son confiables y responsables son aquellas que pueden sobrevivir (favorecidas por la selección). Sin embargo, un subproducto negativo de la necesidad de fiabilidad y responsabilidad es un alto grado de inercia y resistencia al cambio. Una predicción clave de la ecología organizacional es que el proceso de cambio en sí es tan disruptivo que resultará en una tasa elevada de mortalidad organizacional.
Las teorías sobre la inercia y el cambio son fundamentales para el programa de investigación de la ecología organizacional, que busca una mejor comprensión de los cambios más amplios en el panorama organizacional. Dados los límites en la adaptación a nivel de empresa, la mayoría de estos cambios más amplios provienen de la entrada y el reemplazo selectivo de organizaciones. Por lo tanto, la ecología organizacional ha dedicado un esfuerzo considerable para comprender las tasas de fundación y mortalidad de las organizaciones.
Hannan y Freeman definen la inercia organizacional en términos de restricciones internas y externas. Las restricciones internas incluyen inversión y costos irrecuperables; disponibilidad de información para tomadores de decisiones; restricciones políticas como la cultura organizacional; y el historial de la organización. Las restricciones externas incluyen barreras legales y fiscales para la entrada y salida del mercado; disponibilidad de información sobre el medio ambiente; legitimidad externa; y racionalidad y estrategia colectiva.

### Teoría del nicho
Por la amplitud de su nicho se distingue ampliamente entre dos tipos de organizaciones: generalistas y especializadas. Las organizaciones especializadas maximizan su explotación del medio ambiente y aceptan el riesgo de experimentar un cambio en ese entorno. Por otro lado, las organizaciones generalistas aceptan un menor nivel de explotación a cambio de una mayor seguridad.
La teoría del nicho muestra que la especialización generalmente se favorece en entornos estables o ciertos. Sin embargo, la principal contribución de la teoría del nicho es probablemente el hallazgo de que "el generalismo no siempre es óptimo en entornos inciertos". La excepción es producida por entornos que "imponen demandas muy diferentes a la organización, y la duración de los estados ambientales es corta en relación con la vida de la organización".
Por lo tanto, la teoría del nicho explica las variaciones en la estructura industrial en diferentes industrias. La teoría muestra cómo las diferentes estructuras en diferentes industrias (generalista frente a organizaciones especializadas) están conformadas por entornos relevantes.

### Dependencia de la densidad
La ecología organizacional también predice que las tasas de fundación y mortalidad dependen del número de organizaciones (densidad) en el mercado. Los dos mecanismos centrales aquí son la legitimación (el reconocimiento o el reconocimiento de ese grupo de organizaciones) y la competencia. La legitimación generalmente aumenta (a una tasa decreciente) con el número de organizaciones, pero también lo hace la competencia (a un ritmo creciente). El resultado es que los procesos de legitimación prevalecerán en un número bajo de organizaciones, mientras que la competencia aumentará.
Por lo tanto, la tasa de fundación primero aumentará con el número de organizaciones (debido a un aumento en la legitimación) pero disminuirá en un gran número de organizaciones (debido a la competencia). Lo contrario es válido para las tasas de mortalidad. Por lo tanto, la relación de la densidad a las tasas de fundación tiene una forma de U invertida y la relación de la densidad con las tasas de mortalidad sigue un patrón en forma de U.

### Dependencia de la edad
También se ha examinado extensamente cómo se relaciona el riesgo de mortalidad de una organización con la edad de esa organización. Aquí, los ecologistas de la organización han encontrado una serie de patrones:
- Responsabilidad de la novedad. Aquí, el riesgo de fracaso es alto inicialmente, pero disminuye a medida que la organización envejece.
- Responsabilidad de la adolescencia. Al principio, el riesgo de mortalidad será bajo, ya que la organización se amortigua ante las fallas debido al apoyo de los constituyentes externos y las dotaciones iniciales. Pero cuando estos recursos iniciales se agotan, el riesgo de mortalidad se dispara y luego disminuye según la responsabilidad del patrón de novedad.
- Responsabilidades del envejecimiento. Aquí, el riesgo de fracaso aumenta con la edad de la organización. Esto podría deberse a una responsabilidad de senescencia (ineficiencias internas derivadas del envejecimiento de la organización) o una responsabilidad de obsolescencia (un desajuste externo creciente con el medio ambiente).[3]

## Enfoques evolutivos de las organizaciones
La ecología organizacional puede ser útilmente comparada con las teorías evolutivas en economía (por ejemplo, Nelson y Winter, 1982). Hannan y Freeman también señalan las influencias de la ecología biológica y la evolución económica en su modelo de ecología de la población (específicamente Elton, 1927, Durkheim, 1947, Hawley, 1950 y Hutchison, 1959). Las principales similitudes entre estas líneas de la literatura son:
1. el énfasis en las rutinas organizacionales y los límites a la adaptabilidad organizacional,
2. el nivel de análisis de la población o del sistema
3. la importancia de la selección ambiental.

La perspectiva de la ecología organizacional es más darwinista (ver Hannan y Freeman, 1989, pp 20-22), mientras que Nelson y Winter (1982, p.11) proporcionan una perspectiva más lamarckiana. Otra diferencia importante tiene que ver con la pregunta: ¿qué se selecciona por el medio ambiente? ¿'Formas organizacionales', como en la ecología organizacional, o 'rutinas' como en la literatura sobre economía evolutiva? Autores como Joel Baum y Arjen van Witteloostuijn han argumentado a favor del potencial de la fertilización cruzada entre estas dos líneas de investigación.
Una perspectiva de las redes sociales sobre la evolución de las redes organizacionales a gran escala fue presentada por Braha et al. que proponen modelos microdinámicos que reproducen redes reales de competencia percibidas a gran escala. Se identifican varios mecanismos evolutivos de redes organizacionales: las ubicaciones espaciales de las empresas se correlacionan positivamente con la densidad de población; la competencia entre firmas se rige por las reglas de ventaja acumulativa y la distancia geográfica; y la formación de la red de competencia y la dinámica del tamaño de la empresa están estrechamente entrelazadas.